# Bukovo (Bitola)
Bukovo (macedónul: Буково) település Észak-Macedóniában, a Pelagonijai körzet Bitolai járásában.

## Népesség
| Lakosok száma | 3494 | 1878 | 1962 | 1939 | 2792 | 2292 | 1350 | 1012 | 1125 |
|               | 200  | 1948 | 1953 | 1961 | 1971 | 1981 | 1991 | 1994 | 2021 |

2002-ben 3 494 lakosa volt, melyből 3 456 macedón, 14 török, 11 albán, 6 szerb, 1 vlach, 6 egyéb.